# Rudolf Gaedechens
Rudolf (ou Rudolph) Gaedechens, né le 28 avril 1834 à Hambourg et mort le 4 octobre 1904 à Blankenburg am Harz, est un spécialiste en archéologie classique de nationalité allemande.

## Biographie
Il entre en 1854 à l'université de Göttingen, où il étudie d'abord la théologie puis la philologie classique. Il se spécialise ensuite en archéologie et obtient son diplôme avec un travail sur le dieu de la mer Glaukos. En 1862, il travaille à Paris avec le duc de Luynes à la publication des écrits de Theodor Panofka.
En 1863, il fait un travail sur l'iconographie des Grées à l'université d'Iéna, où il devient professeur associé en 1865. En 1877, il y devient professeur titulaire et directeur du musée archéologique d'Iéna. Il enseigne également l'histoire de l'art et l'esthétique à l'École des beaux-arts de Weimar. Il se retire en 1897 pour raisons de santé.

## Publications
- Glaukos der Meergott, Göttingen, 1860.
- Die Antiken des Fürstlich Waldeckischen Museums zu Arolsen, Arolsen, 1862.
- De Graeis : Diss. mytholo-archaeologica, Gottingen, 1863.
- Das Medusenhaupt von Blariacum , Bonn Marcus, 1874. En ligne
- Perseus bei den Nymphen, Bild einer griechischen Pyxis, Iéna, 1879